# Вивьен Мерчант
Вивьен Мерчант (англ. Vivien Merchant; 22 июля 1929[…], Манчестер, Ланкашир — 3 октября 1982[…], Лондон) — британская актриса, номинантка на премию «Оскар» в 1977 году.
Вивьен Мерчант, урождённая Ада Томпсон (англ. Ada Thompson), родилась в Манчестере 22 июля 1929 года. В 1956 году она вышла замуж за драматурга Гарольда Пинтера, от которого спустя два года родила сына Дэниела. Её актёрский дебют состоялся в 1960 году в пьесе мужа «Комната», которая была поставлена в театре Хампстид. В дальнейшем она ещё неоднократно появлялась в пьесах мужа, в том числе в «Возвращении домой» в 1965 году и в «Старых временах» в 1971 году.
Среди киноролей Вивьен Мерчант наиболее известными стали Лили в «Элфи» (1966), за роль которой она была номинирована на «Оскар» и «Золотой глобус», а также удостоена премии BAFTA как «Самая многообещающая актриса», Розалинд в «Несчастном случае» (1967) и Миссис Оксфорд в «Исступлении» (1972).
Брак актрисы и Гарольда Пинтера стал разваливаться ещё в конце 1960-х годов из-за его связи с журналисткой Джоан Бэквелл, но развод был оформлен только в 1980 году. Вивьен Мерчант очень сильно страдала без мужа, у неё начался алкоголизм, который в итоге привёл к её смерти 3 октября 1982 года.

## Избранная фильмография
- 1966 — Элфи — Лили
- 1967 — Несчастный случай — Розалинд
- 1969 — Альфред Великий — Фреда
- 1972 — Под сенью млечного леса — Миссис Пью
- 1972 — Оскорбление — Морин Джонсон
- 1972 — Исступление — Миссис Оксфорд
- 1972 — Война детей — Нора Томелти (ТВ)
- 1973 — Возвращение домой — Рут
- 1974 — Служанки — Мадам
- 1977 — Человек в железной маске (ТВ) — Королева Мария Терезия